# 楊延俊
楊延俊（1809年—1859年），字籲尊，號菊仙，江蘇金匱縣（今屬無錫市）人。清朝政治人物，官至山東肥城知縣。

## 生平
楊延俊於道光二十四年（1844年）考中甲辰恩科舉人。道光二十七年（1847年）中式丁未科張之萬榜三甲第七十名，賜同進士出身。咸豐四年（1854年）任山東肥城知縣，任內助學愛民。咸豐五年（1855年），太平天國北伐軍被圍困在距肥城百里的馮官屯，因此朝廷兵差絡繹不絕，楊延俊寧可捐廉舉債募勇，不願增加生民負擔，終因虧累而被解任。其聲名多年後仍深為當地士林稱道。光緒《肥城縣誌》有其傳。

## 家族
楊家為無錫當地望族，楊延俊之子楊宗濂、楊宗瀚，先後進入其父同年李鴻章幕府，并籌辦實業，成為中國工商業先驅。孫慶親王內閣內閣制誥局局長楊壽樞、度支部尚書楊壽枏。

## 花園
道光二十年（1840年），楊延俊曾在家鄉無錫惠山興建私家花園及祠堂，稱“潜廬”，主廳稱“留耕草堂”。民國四年（1915年）重修。園林至今尚存，位于惠山上河塘20号，曾為中國人民解放軍驻無錫某部隊招待所使用。2006年10月，潜庐以“留耕草堂”的名稱作為惠山镇祠堂的組成部分被公布為全国重点文物保护单位。2007年底，惠山古鎮保護建設工程啟動，作為清末优秀祠堂园林的潜庐被列为一期重點修復項目，工程於2008年3月開始，至同年9月基本完成。